# Батана (бродица)
Батана је мали традиционални бродић једноставног облика, косих бокова, оштрог прамца и крме са уским лежиштем на које се качило кормило приликом употребе једра. Специфичан је и због свог равног дна, које му омогућава пловидбу и риболов на плитким морским обалама.
Данас је најпознатија ровињска батана, као најраспрострањенија традиционална бродица у Ровињу и околини, која је захваљујући удружењу Кућа о батани из Ровиња, постала један од заштитних знакова истарскога бродограђевинског подручја, а у Ровињу је о њој основан и Екомузеј Батана.

## Заштита
Већ дуги низ година, посебно од ратификације УНЕСКО-ве Конвенције о заштити нематеријалне културне баштине 2005. године, Република Хрватска интензивно спроводи активности валоризације, инвентара, документације и промоције нематеријалне културне баштине. Као централно тело за спровођење Конвенције из 2003. године, Министарство културе је до 2018. године уписало више од 160 нематеријалних културних добара у Регистар културних добара Републике Хрватске, од којих је 17 уписано на три УНЕСКО-ве листе нематеријалних културних добара.
У склопу ових активности Уметност градње ровињске батане данас је заштићено нематеријално културно добро  унето у Регистар културних добара Републике Хрватске, као део хрватске културне баштине.

## Назив
Неки извори кажу да име батана, потиче од древног поморског имена batto (како је  називан мали чамац из 14. века, претходника данашњег чамца),  изведено од глагола battere (ударање) који је повезан са звуковима батане која својим равним дном производи ударање у морске таласе.
У англосаксонском  језику батана је називана bat а касније енг. boat - чамац.
У Макарском приморју уобичајенији назив за батану је гондола, али она има нешто оштрији лук од ровињске батане.

## Историја
Батана припада типу бродова као што су венецијанска гондола, неретвљански труп  или комишка сандула. Градња таквих барака потиче из италијанске провинције Марке, што је накнадно утицало на производњу венецијанских батана. Таква се пракса постепено проширила на италијанске, а са њих и истарске истарске и далматинске приморске градове.
Батана се на источнојадранској обали први пут спомиње 1751. године у Трогиру под називом бател. Највише је грађена у другој половини 20. века.
Већи сродник батане дуг 8 до 12 м је потпуно опалубљен, и то је истарски batiel или topo, док се мања таква бродица (дуга 3 до 4 м) без једара називала бателина.

## Изглед и израда
Батана је бродић равног дна, нагнутих бокова, оштрог прамца и крме са уским лежиштем на коме се вешало кормило током коришћења једара. У Начелу дуга је до 5 м, може бити отворена, без палубе или опалубљена. Батана је израђивана од неколико врста дрвета: костур од храстовог дрвета а оплата, од мекшег дрвета попут смрче, бора или јеле.
Према димензијама не постоје две идентичне батане. Градили су их локални бродари, често у приземљима властитих кућа, који су тада, због своје величине,  условљавали димензије барака.
Намењена је за риболов мрежама и парангалима.
Погонско средство су две весла у сохама постављене око средине брода. На горњој ивици крменог огледала направљено је једно плитко удубљење на једној страни које служи за веслање једним веслом. Овај начин веслања назива се гунула.  Батана се данас  креће на три начина, уз помоћ:
- весла (снагом веслача)
- једра (снагом ветра)
- ванбродским мотором (пента)  у новије време.[6]

Пре него што је почела употреба малих ванбродских мотора до 1960-тих, батане су се покретала али и украшавале једра. Такозвано главно једро квадратног облика, исечено од памука, било је импрегнирано и обојено углавном у жуте, црвене и зелене нијансе, приказујући геометријске симболе који су представљали и знаке препознавања међу рибама и њиховим породицама.
Батана се добро понаша на морским таласима које, због врло малога газа, не сече, већ по њима скаче и преко њих се пропиње.

## Верзије Истарског батана
- двокрака батана
- батана са равним боком
- батана са закривљеним боком
- савудријска батана
- батана са  V-дном
- Ровињска батана
- батана са полукружном крмом
- попречна батана
- бателина
- велика батана (бателон)
- батана са кобилицом

## Екомузеј о батану
Због промена које су се догодиле од средине 20. века, попут депопулације придошлица, туризам, увођење пластичних чамаца у свакодневни живот коришћење и смањење традиционалног риболова активности, батана полако нестају из јадранских луке. Да би се овај процес зауставио покренут је Пројекат Екомузеј од стране групе мештана уз помоћ конзерватора и стручњака за екомузеологију, и тако не у Ровињу настао Екомузеј Батана музеолошка установа локалне заједнице Ровиња посвећена батани, маленој традиционалној барки ровињских рибара. То је био први пројект, за Истру и Хрватску и први екомузеј, који је постао део програма за очување европске поморску баштине.
Музеј данас спроводи различите активности на заштити и очувању вештина израде традицијског дрвеног пловила званог батана, али и традиционалних песама битинада, локалног говора, израде различитих традиционалних употребних предмета и других традиционалних вредности Ровиња.
Такав свеобухватни приступ пројекту резултовао је континуираним очувањем културне баштине Ровиња и њеним укључењем у свакодневни живот становника града и квалитетну промоцију ровињске баштине у Хрватској и иностранству.